# 1965 у телебаченні
Список 1965 у телебаченні описує події у сфері телебачення, що відбулися 1965 року.

## Події

### Без точних дат
- Осінь — Початок аналогового мовлення телеканалу «УТ» на 10 ТВК у Донецьку[1].